# Sibila Jelaska
Sibila Jelaska (Ljubljana, 19. rujna 1938.) je hrvatska prirodoslovka (biolog), pedagoginja i akademkinja. 
Bila je predavačica na PMF-u u Zagrebu.
Članica je HAZU-a.